# Ethelbert Blatter
Padre Ethelbert Blatter (15 de diciembre de 1877 - † 26 de mayo de 1934) fue un sacerdote jesuita suizo, botánico pionero en la India británica.
Fue autor de cinco libros y sesenta artículos sobre la flora del subcontinente Indio, fue Decano Principal y profesor de Botánica en el St Xavier College, Bombay y vicepresidente de la Bombay Natural History Society. En 1932, fue el primero en recibir la "Medalla Memorial Johannes Bruehl" por parte de la Sociedad Asiática de Calcuta.

## Primeros años
Blatter nació en el cantón de Appenzell Rodas Interiores en el noreste de Suiza en una región cercana al monte Säntis. Pierde a su padre a muy temprana edad, y es criado por un tío, un doctor popular en la comuna de Rebstein en el cercano cantón de San Galo. El joven Blatter vivió con la familia de su tío, en un castillo con vista a Rebstein en el valle del Rin, justo antes de la unión del río con el lago de Constanza en Bodensee. Después de terminar la educación primaria en Rebstein, Blatter concurre a la escuela intermedia en Sarnen, la capital del cantón de Obwalden, en Suiza Central. Sus compañeros de clase en Sarnen lo recordaban no solo por destacar en todas las materias, sino también como un compañero animado con una reputación para las bromas. Después de Sarnen, Blatter pasó a tener una carrera brillante en la escuela secundaria en Schwyz, capital del cantón de Schwyz, al noreste del cantón de Obwalden. En octubre de 1896, después de terminar la escuela secundaria, Blatter se mudó a la ciudad fronteriza de Feldkirch, Austria para entrar al Noviciado de la Provincia Alemana de la Compañía de Jesús. Como los jesuitas alemanes estaban en el exilio bajo Bismarck, Blatter se mudó a los Países Bajos en 1898 para primero realizar estudios clásicos y después estudiar filosofía en el "Colegio de Valkenburg aan de Geul" en la provincia más al sur de Limburgo. Por esta época desarrolló un interés por la botánica y asistió a muchas conferencias científicas en Europa.

## India I
En 1903, Blatter fue a la India y fue nombrado Profesor de Botánica en el St. Xavier College de Bombay. Al año siguiente se unió a la Sociedad de Historia Natural de Bombay y comenzó a contribuir con artículos. El primero de ellos fue "The Fauna & Flora of Our Metallic Money". En busca de sus investigaciones, Blatter viajó mucho por la India. En esa época, sus mayores e importantes contribuciones fueron una serie de artículos escritos entre 1904 y 1909 (aunque publicados posteriormente) y titulados Las Palmas de British India & Ceilán, Indígenas e Introducidas. Luego estos artículos serían publicados como un libro por la Oxford University Press.

## Estudios teológicos en Europa
En 1909, retorna a Europa a completar su formación teológica. Estudia en Hastings en el Sudeste de Inglaterra, donde jesuitas exilados de dos provincias jesuíticas francesas habían abierto una Escuela de Teología. Durante esta época, Blatter pasa mucho tiempo investigando y compilando sus papeles, Flora of Aden, en los Royal Botanic Gardens de Kew. Ordenado presbítero el 25 de agosto de 1912, Blatter ocupa otro año en Holanda, para luego ir a Londres a compilar su siguiente artículo, Flora Arabica. Aún en Londres cuando comienza la gran Guerra, Blatter consigue zarpar a la India en un barco japonés (país neutral). A pesar de vivir la experiencia de ser tiroteados por fuego de fusil de soldados turcos en el canal de Suez, su viaje no tuvo más incidentes, arribando a Bombay en octubre de 1915.

## India II
Blatter retorna a su cátedra como profesor de Botánica en el Colegio San Javier. Durante los siguientes años, gastaría enorme energía para expedicionar y construir una extensa colección botánica; consecuentemente, el Colegio tendría uno de los mejores herbarios de la India Occidental. Gana el cargo de Principal del Colegio en 1919; pero reteniendo su cátedra hasta 1924. También fue un prominente miembro del Directyrio de la Universidad de Bombay, jugando un rol en influenciar sobre reformas universitarias.
En 1925 se retira a Panchgani como párroco, y comienza a enfoques más botánicos de su actividad científica. Publica una serie de artículos con Wilfrid S. Millard, Some Beautiful Indian Trees. Esos artículos luego se plasman en un libro del mismo nombre, u clásico, que aún sigue reeditándiose. Otros textos pertenecientes a esta época en India fueron los dos vols. Beautiful Flowers of Kashmir (1927, 1928); The Flora of the Indus Delta (con C. McGann & T. S. Sabnis, 1929); and The Ferns of Bombay (con J. F. D'Almeida, 1932).
Al año siguiente es electo vicepresidente de BNHS. En 1930, en una expedición a Waziristán, una agencia política en the Provincia Fronteriza Noroeste de British India, Blatter tiene una mala caída de un caballo, resultando herido y con una parálisis parcial. Y su salud fue decayendo. 
El Padre Ethelbert Blatter fallece el 26 de mayo de 1934 en el "Colegio Terciario de San Vincente", Pune.

## Algunas publicaciones
- The Flora of Aden, en J. of the Bombay Natural History Society, 1907, vol. xvii : 895-920 ; 1908, vol. xviii : 54-68

- Flora Arabica, Calcutta, 1919, 6 vols.

- The Flora of the Indian Desert (Jodhpur & Jaisalmer) (con F. Hallberg) en J. of the Bombay Natural History Society, 1918-1921, vol. 26-27

- The Ferns of Bombay (con J.F. d'Almeida), Bombay, D.B. Taraporevala, 1922, viii-228 pp. 2 colores. pl. 15 pls. 43 fig.

- Some beautiful Indian trees (con Walter Samuel Millard) v. 1925 (reeditado 1954, Bombay Natural History Society)

- The Palms of British India and Ceylon, Oxford University Press, 1926, xxviii-600 pp. cartas, 49 fig. 106 pl.

- Beautiful Flowers of Kashmir, Londres, John Bale, Sons & Danielsson Ltd. 1928-1929, 2 vols.

- The Flora of the Indus Delta (con F. Hallberg & C. McCann), Methodist Publ. House, Madras, 1929, 173 pp. 37 pls.

- Indian Medicinal Plants, Allahabad, Lalit Mohan Basu, 1933, 4 vols.

## Honores
- 1932: en reconocimiento a su obra botánica, el Padre Blatter recibe la primera "Medalla Conmemorativa Johannes Bruehl" de la Sociedad Asiática de Bengala por "contribuciones importantes y conspicuas al conocimiento de la Botánica Asiática".[1]

### Eponimia
- (Asclepiadaceae) Ceropegia blatteri McCann[11]

- (Caryophyllaceae) Stellaria blatteri Mattf.[12]

- (Convolvulaceae) Convolvulus blatteri Bhandari[13]

- (Cyperaceae) Mariscus blatteri McCann[14]

- (Euphorbiaceae) Euphorbia blatteri Oudejans[15]

- (Myrsinaceae) Ardisia blatteri Gamble[16]

- (Orchidaceae) Zeuxine blatteri C.E.C.Fisch.[17]

- (Poaceae) Apluda blatteri Sur[18]

- (Scrophulariaceae) Lagotis blatteri O.E.Schulz[19]

- (Selaginellaceae) Selaginella blatteri Bole & M.R.Almeida[20]

- 1941, el herbario del Colegio Saint Xavier de Bombay fue rebautizado Herbier Blatter, en homenaje a su fundador, por su asociado el padre Henry Santapau